# Microrégion du Haut-Solimões

Localisation de la microrégion du Haut-Solimões.

La microrégion du Haut-Solimões est l'une des deux microrégions qui subdivisent le Sud-Ouest de l'État de l'Amazonas au Brésil. Partageant sa frontière nord-occidentale avec le pays, elle est limitrophe de la Colombie (au nord) et du Pérou (du nord-ouest à l'ouest).
Elle comporte neuf municipalités qui regroupaient 245 047 habitants en 2006 pour une superficie totale de 213 281 km2.

## Municipalités[1]
- Amaturá
- Atalaia do Norte
- Benjamim Constant
- Fonte Boa
- Jutaí
- Santo Antônio do Içá
- São Paulo de Olivença
- Tabatinga
- Tonantins